# Fiodor Iourtchikhine
Fiodor Nikolaïevitch Iourtchikhine (en russe : Фёдор Николаевич Юрчихин ; ISO 9 : Fëdor Nikolaevič Ûrčihin), parfois orthographié Fyodor Yurchikhin est un cosmonaute russe, né le 3 janvier 1959. Il est vétéran de cinq missions spatiales.

## Biographie
Fiodor Iourtchikhine est né à Batoumi, en Adjarie, une république autonome de la république socialiste soviétique de Géorgie, de parents grecs pontiques, qui résident actuellement à Sindos, dans la banlieue de Thessalonique.
Il a été sélectionné dans le groupe civil RKKE-13 en 1997. Son entrainement de base s'est terminé deux ans plus tard.
En dehors de son métier, il aime collectionner les timbres et les insignes de mission spatiale, faire du sport, promouvoir l'exploration spatiale. Il est passionné par l'histoire de la cosmonautique et aime lire, particulièrement de la science-fiction et des classiques.

## Éducation
Après avoir été diplôme de son école à Batoumi en 1976, il est entré à l'Institut d'aviation de Moscou Sergueï Ordzhonikidze. Il a terminé ses études en 1983 et est diplômé en génie mécanique, spécialisé dans les véhicules aérospatiaux.
Il a été diplômé de l'Université d'État de Moscou en 2001 et y a reçu un doctorat en économie.

## Expérience professionnelle
Diplômé de l'Institut aéronautique de Moscou S. Ordzhonikidze, Iourtchikhine a travaillé à RKK Energia de septembre 1983 à août 1997. Il a commencé comme contrôleur au Centre de contrôle des missions russes (TsUP) et a occupé les postes d'ingénieur, d'ingénieur senior et même d'ingénieur en chef, pour le programme Shuttle-Mir à la fin de sa carrière.

## Carrière àRoscosmos

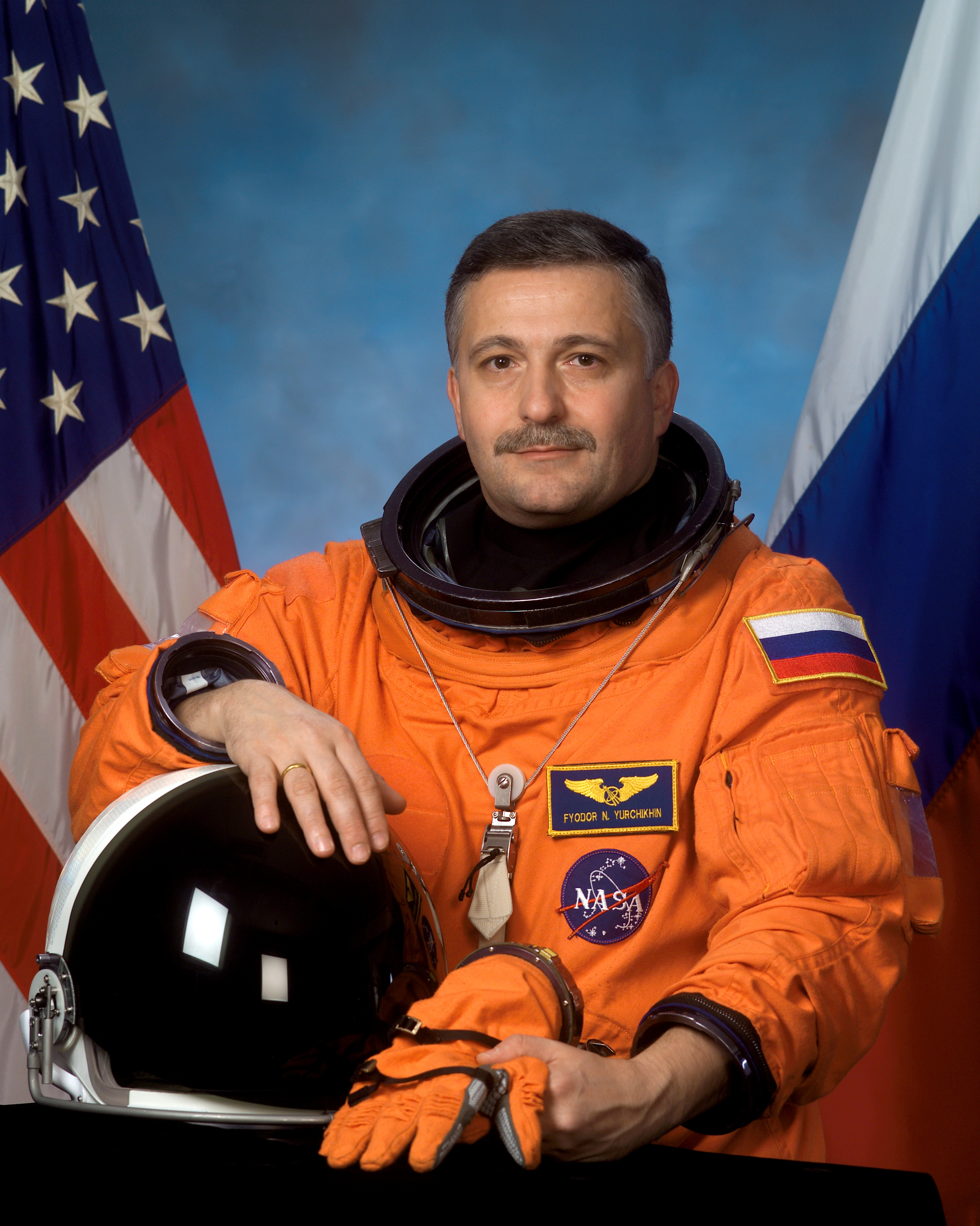
En combinaison américaine avant son premier vol sur la navette.

Il a été sélectionné dans le groupe civil RKKE-13 en 1997. Son entrainement de base s'est terminé deux ans plus tard. En janvier 2000, il a commencé à s'entraîner pour un vol vers la Station spatiale internationale (ISS).

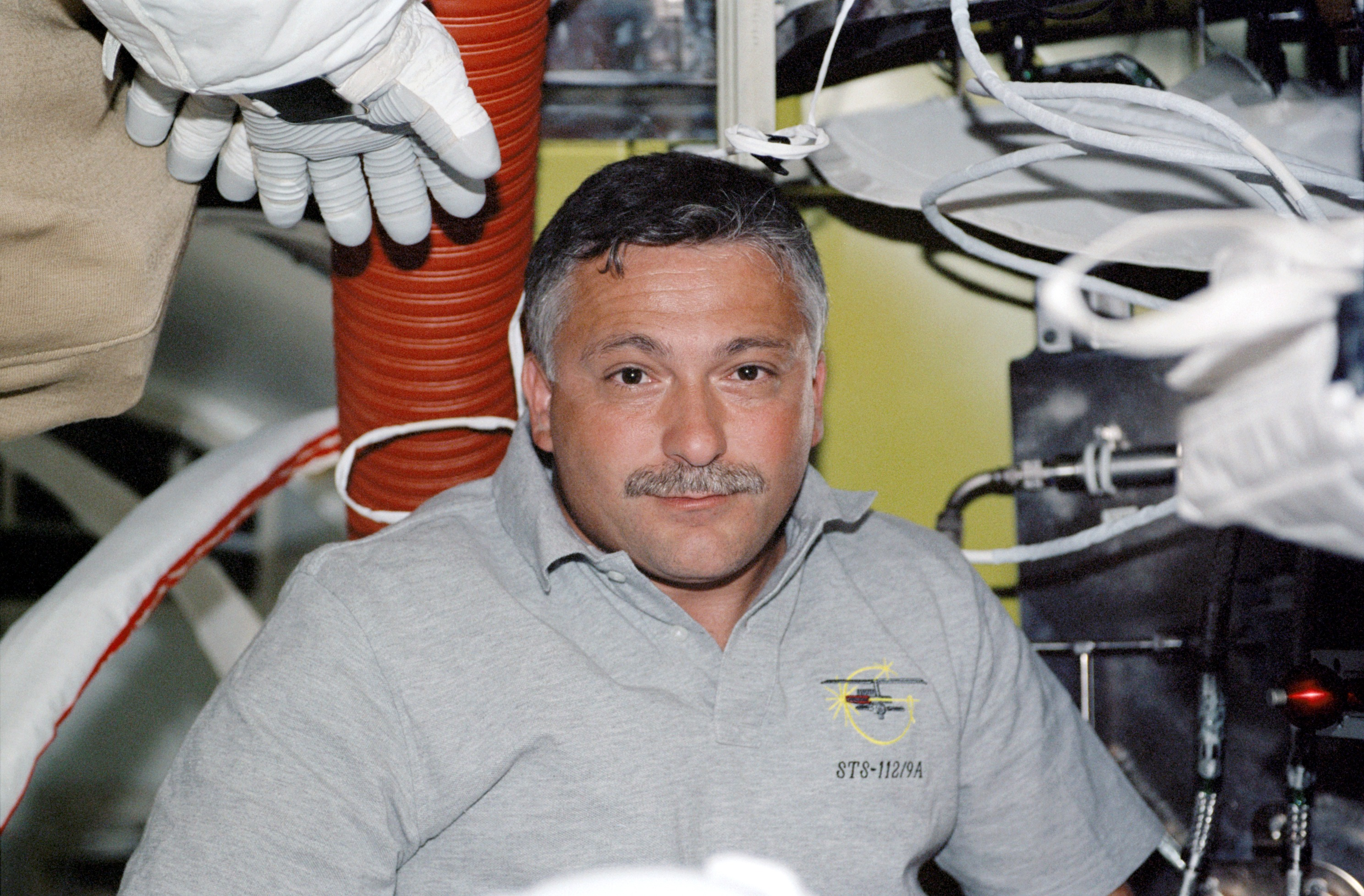
Fyodor Yurchikhin à l'intérieur du sas Quest lors de la mission STS-112 vers l'ISS.

### STS-112
Iourtchikhine a effectué sa première mission comme membre d'équipage de la mission d'assemblage de la Station spatiale internationale STS-112 de la navette spatiale Atlantis. Au cours de la mission, l'équipage de la navette a travaillé avec l'Expédition 5 pour livrer et installer la poutrelle S1 (la troisième partie de la structure, sur onze). Trois sorties dans l'espace ont été nécessaires pour équiper et activer le nouveau composant. L'équipage a également utilisé les moteurs de la navette pour relever l'orbite de la station à deux reprises. STS-112 a été la première mission de la navette à utiliser une caméra sur le réservoir externe, fournissant une vue en direct du lancement aux contrôleurs de vol et aux téléspectateurs. La mission STS-112 a réalisé 170 orbites, parcourant 7,2 millions de kilomètres (4,5 millions de miles) en 10 jours, 19 heures et 58 minutes.

### Expédition 15

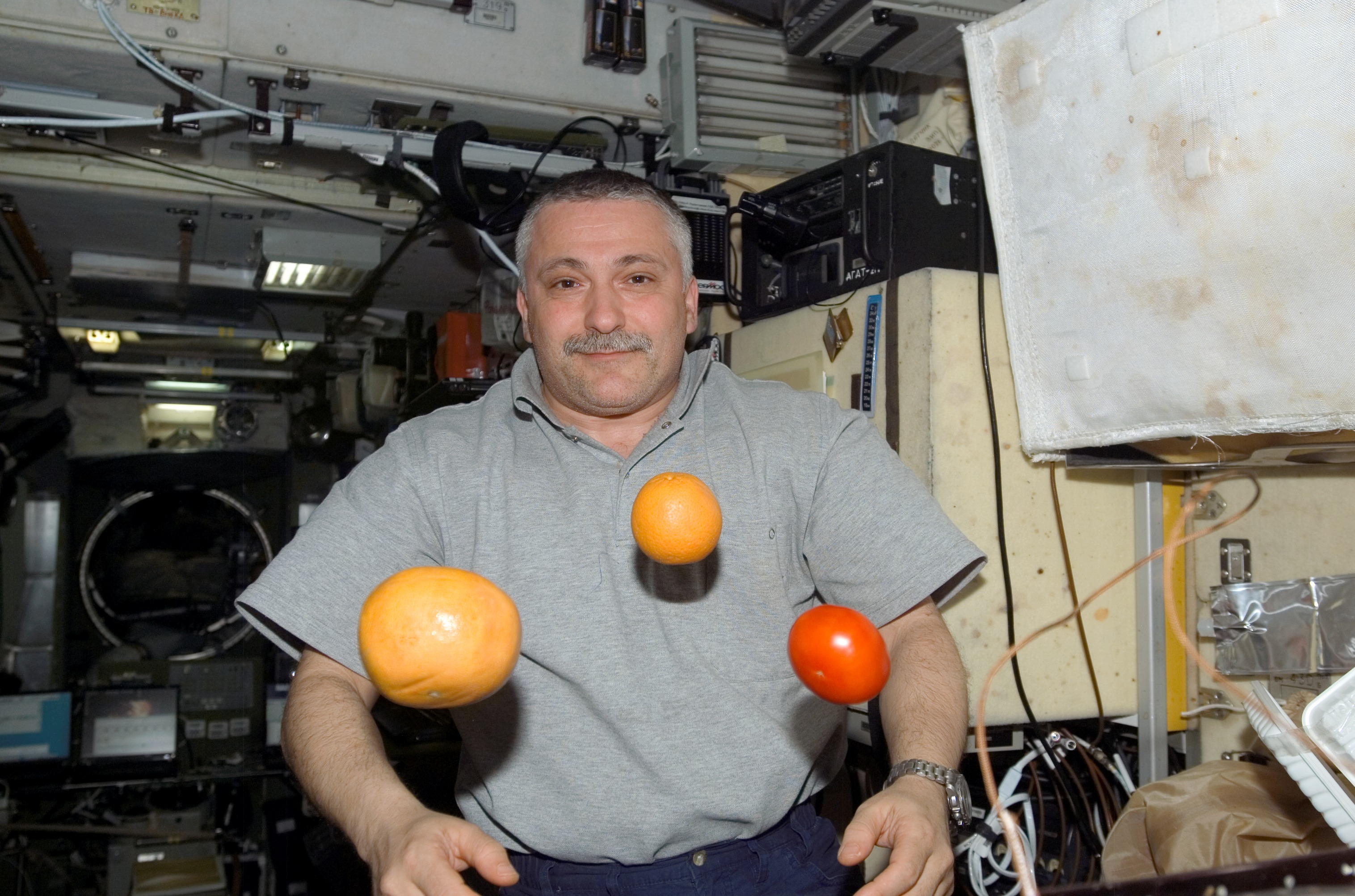
Le commandant de l'ISS Yurchikhin photographié avec des fruits dans Zvezda après l'arrivée d'un cargo automatique Progress.

Le 7 avril 2007, il repart vers l'espace depuis le cosmodrome de Baïkonour, à bord du vaisseau spatial Soyouz TMA-10, avec Oleg Kotov et le touriste Charles Simonyi. Il est membre de l'Expédition 15 de l'ISS. Il a commandé cette expédition de l'ISS.
Le 21 octobre, il est retourné sur Terre à l'intérieur du même Soyouz après avoir passé 196 jours et 17 heures dans l'espace. Le TMA-10 s'est détaché de l'ISS à 07h14 UTC le 21 octobre et le désorbitage s'est produit à 09h47. Pendant la rentrée atmosphérique, le vaisseau spatial est passé à une rentrée balistique, ce qui l'a fait atterrir à l'ouest d'Arkalyk, à environ 340 km (210 mi) au nord-ouest du site d'atterrissage prévu du Kazakhstan.

### Expédition 24/25
Iourtchikhine a servi comme ingénieur de vol pour les expéditions 24/25 de l'ISS. Le 16 juin 2010, Iourtchikhine, avec les astronautes Douglas Wheelock et Shannon Walker de la NASA, a décollé à bord du vaisseau spatial Soyouz TMA-19 du cosmodrome de Baïkonour.
Au cours de son deuxième long séjour à bord de l'ISS, Iourtchikhine a participé à deux sorties dans l'espace pour entretenir la station et les expériences extérieures : le 26 juillet 2010 avec Mikhaïl Korniyenko et le 15 novembre 2010 avec Oleg Skripochka.
Le 18 octobre 2010, Iourtchikhine a participé au recensement russe depuis l'espace. Il a répondu à un questionnaire lors d'une liaison avec le Centre de contrôle de la mission de Moscou.
Iourtchikhine est revenu sur Terre le 26 novembre 2010 après avoir passé 163 jours à bord de l'ISS. Le Soyouz TMA-19 avec Iourtchikhine, Wheelock et Walker s'est désamarré de la station à 01h23 GMT. Après une descente nominale, le module de descente Soyouz TMA-19 a atterri dans les steppes kazakhes à 04h46 GMT,.

### Expédition 36/37

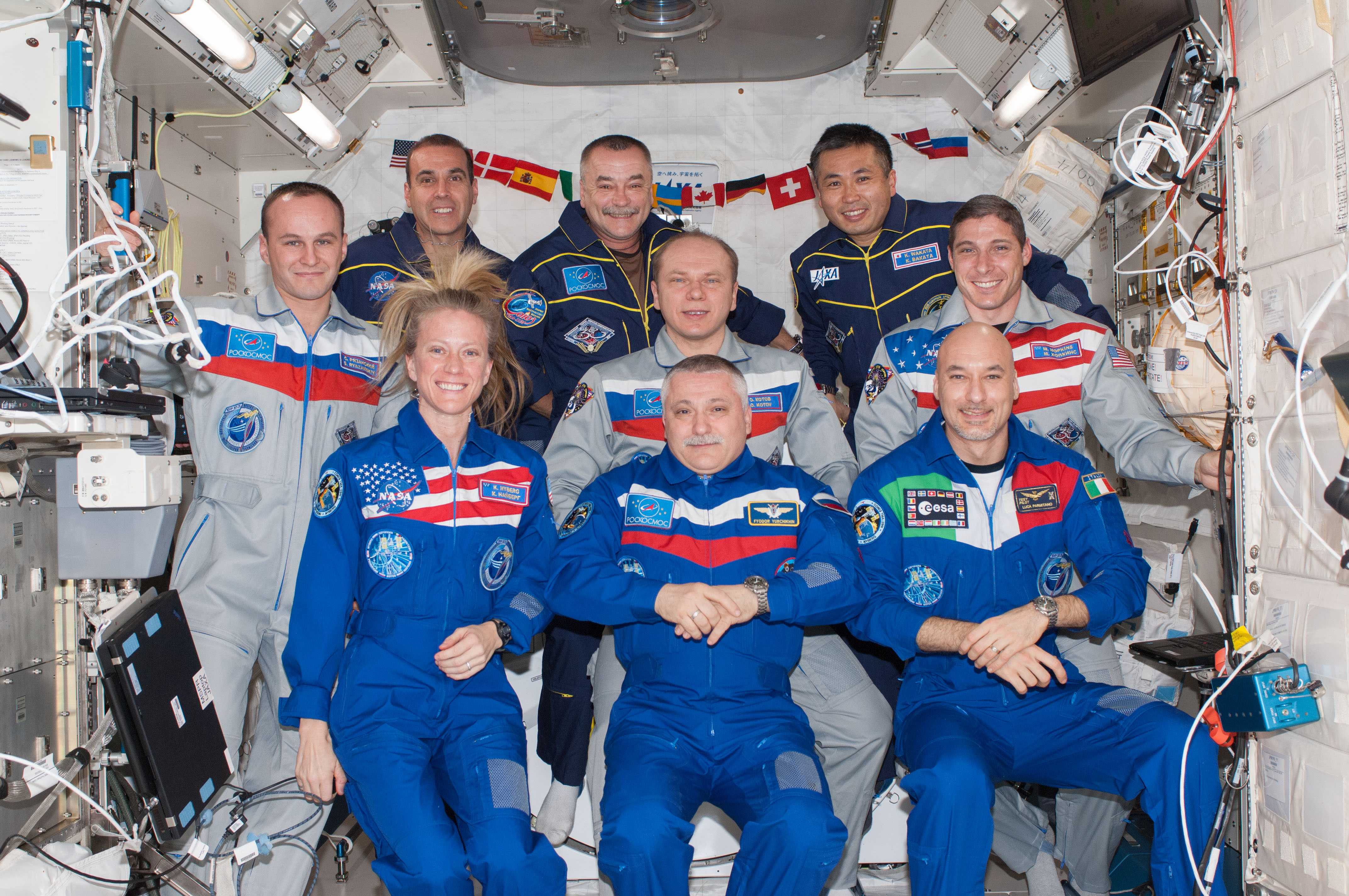
Yurchikhin (rangée du bas, au centre), photographié avec l'équipage des expeditions 37 & 38

Le 28 mai 2013, Iourtchikhine a décollé pour une quatrième mission en tant que commandant du Soyouz TMA-09M, avec l'astronaute de la NASA Karen Nyberg et l'astronaute de l'ESA Luca Parmitano. Il a servi ingénieur de vol pour l'expédition 36 et comme commandant de l'expédition 37. Pendant une courte période, Iourtchikhine était commandant d'un équipage de neuf personnes, après l'amarrage de Soyouz TMA-11M le 7 novembre 2013 de quatre agences spatiales (Roscosmos, NASA, ESA, JAXA).
Le trio est retourné sur Terre à bord de leur Soyouz le 11 novembre 2013.

### Expédition 51/52

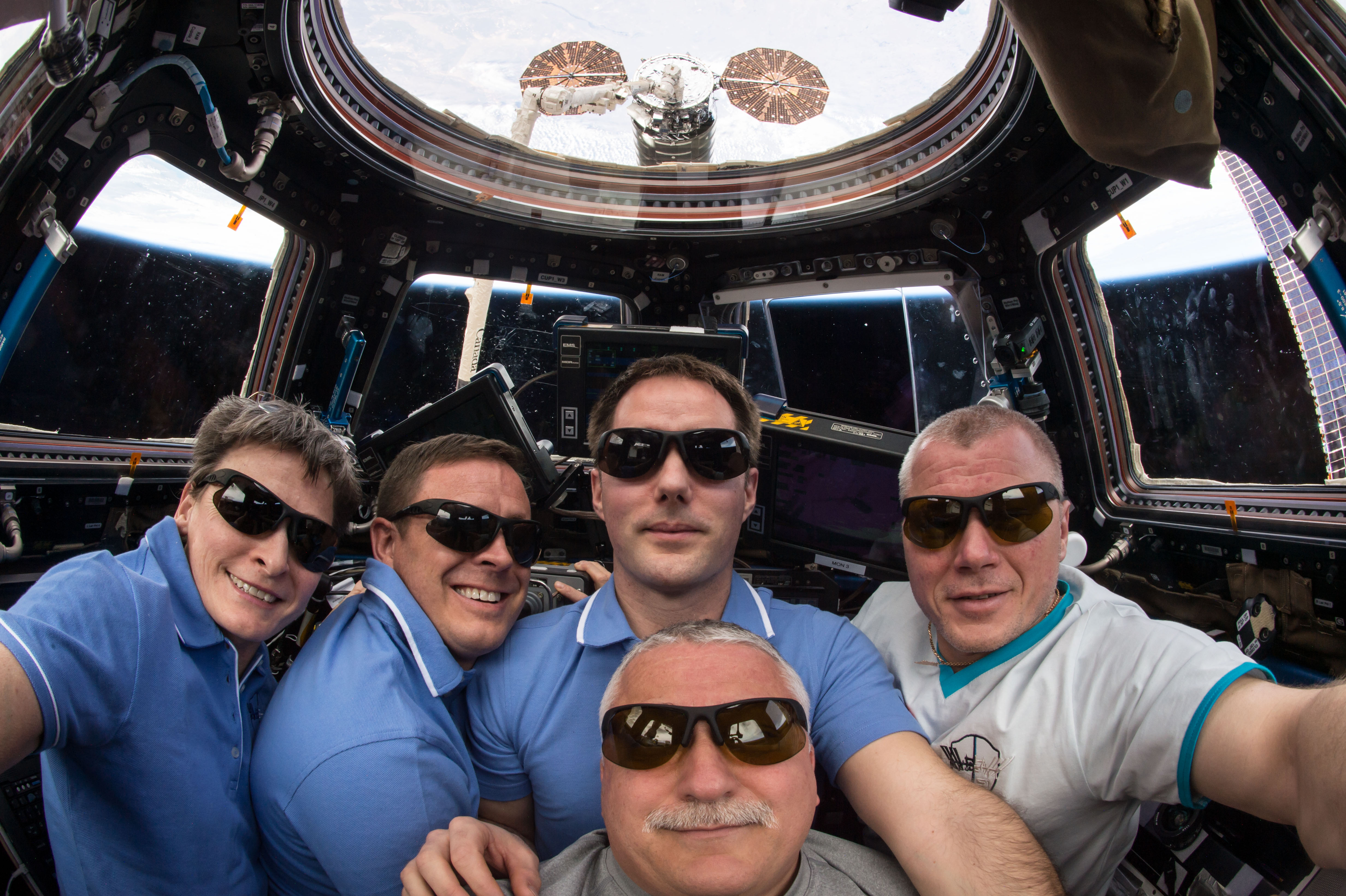
Yurchikhin (en bas au centre) photographié avec le reste de l'équipage de l'Expédition 51 dans la coupole.

Iourtchikhine a décollé à bord de Soyouz MS-04 pour son cinquième vol spatial vers l'ISS le 20 avril 2017, avec l'américain Jack Fischer,. MS-04 a été le premier de la série Soyuz-MS à réaliser un rendez-vous avec l'ISS en 6 heures et non deux jours. Ingénieur de vol pour l'expédition 51, Iourtchikhine a commandé l'expédition 52. Le 17 août, il fait sa 9e sortie dans l'espace avec Sergueï Riazanski pour une durée de 7 h 34.
Iourtchikhine a remis le commandement de la station à Randy Bresnik le 2 septembre 2017 et est revenu sur Terre avec Peggy Whitson et Jack Fischer à bord du Soyouz MS-04 le 3 septembre 2017 après 135 jours, 18 heures et 8 minutes en orbite.
Après sa cinquième mission, Iourtchikhine cumulait 672 jours, 20 heures et 38 minutes dans l'espace.

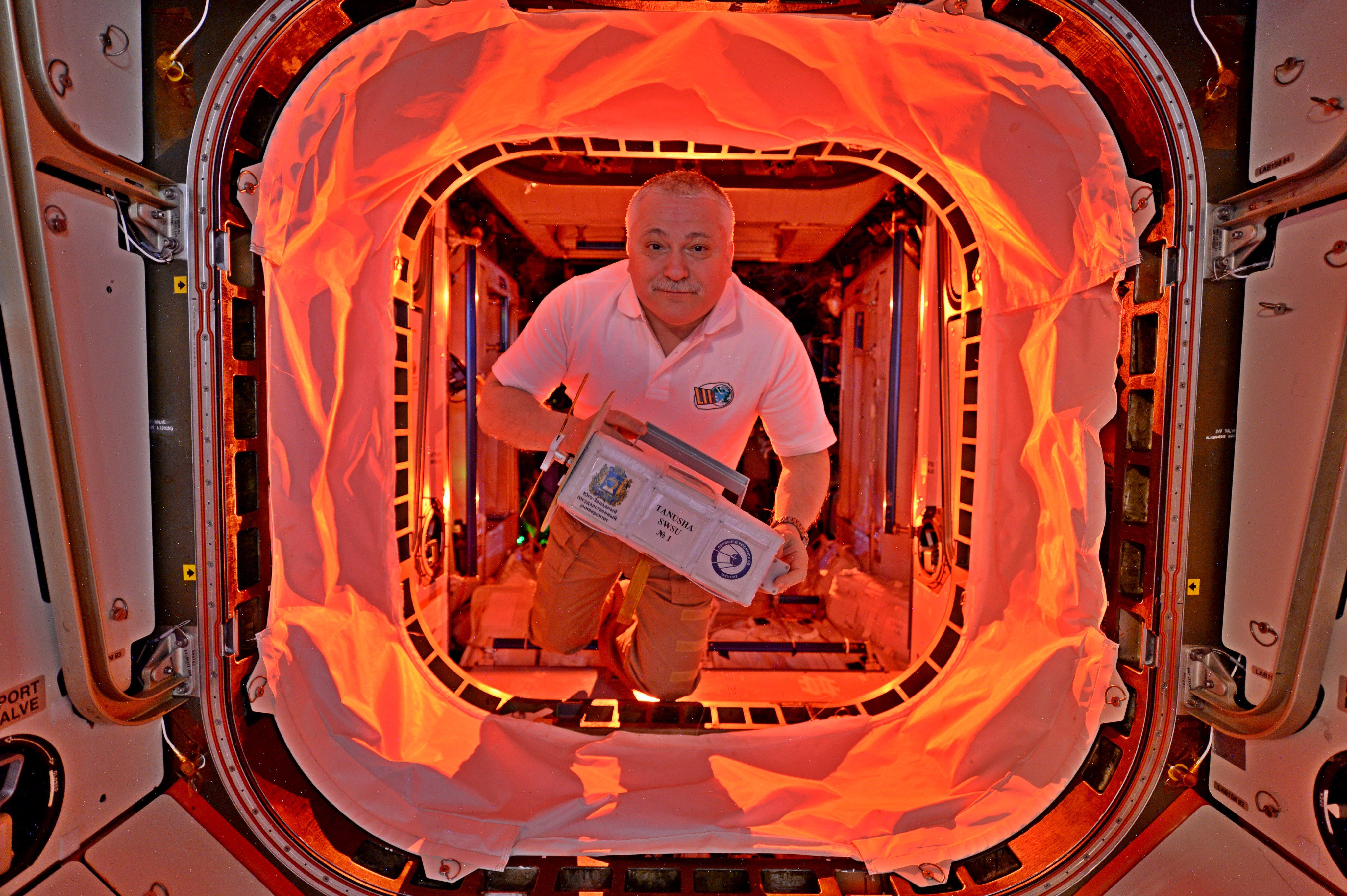
Avec le cubesat Tanusha-1 lors de l'expédition 52. Le satellite a été lâché lors d'une EVA avec le russe Riazanski.

## Sorties spatiales
Le 30 mai 2007, à 19h05 UTC Iourtchikhine a commencé sa première sortie (EVA) dans l'espace depuis le sas Pirs. Lui et Oleg Kotov sont restés dans le vide cinq heures et 25 minutes, au cours desquelles ils ont installé des panneaux pour protéger l'ISS des débris spatiaux.

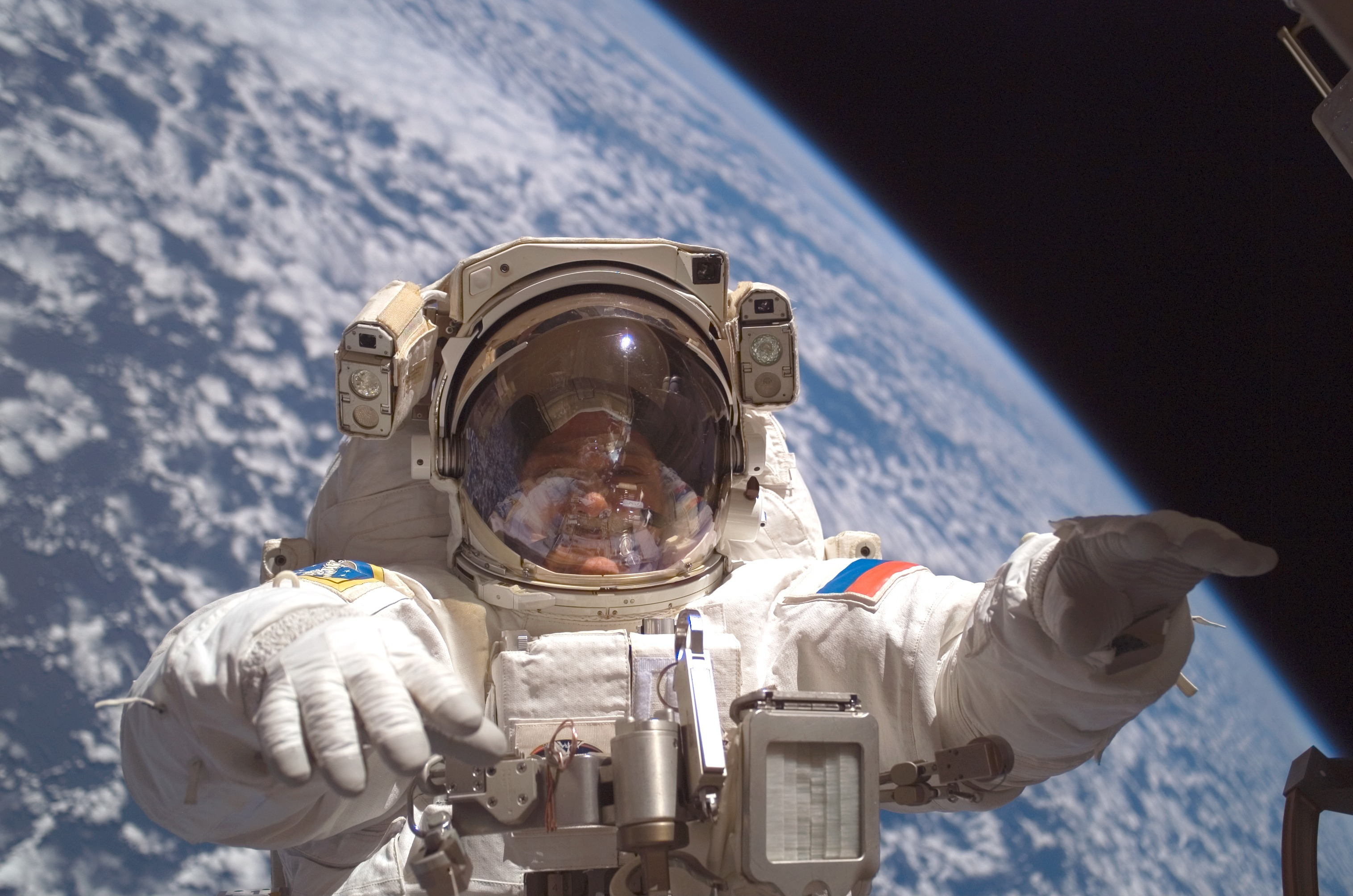
Fyodor Yuchikhin participe à sa troisième sortie dans l'espace le 23 juillet 2007.

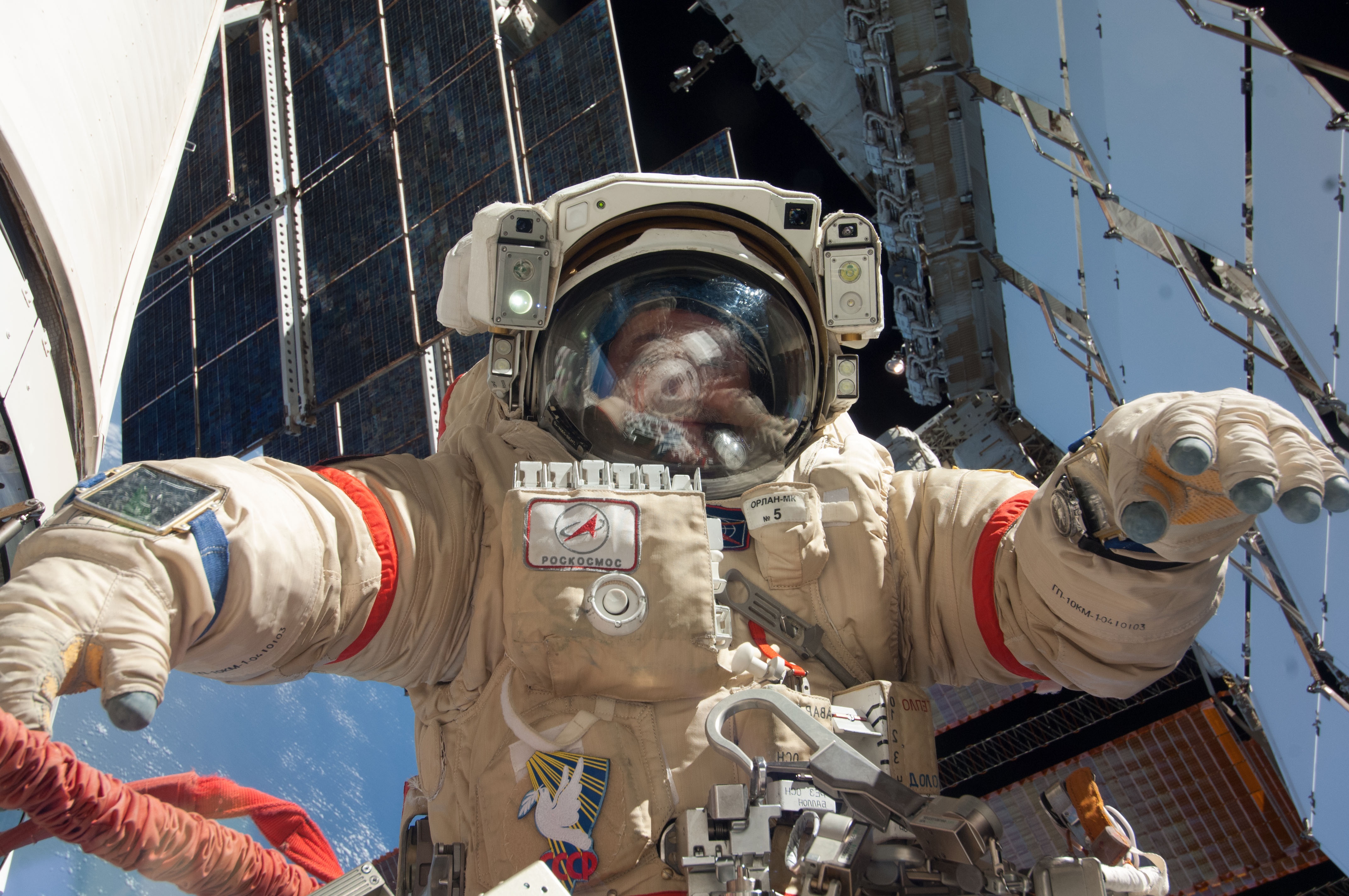
Fyodor Yurchikhin vu à l'extérieur de l'ISS le 24 juin 2013, lors de sa sixième sortie.

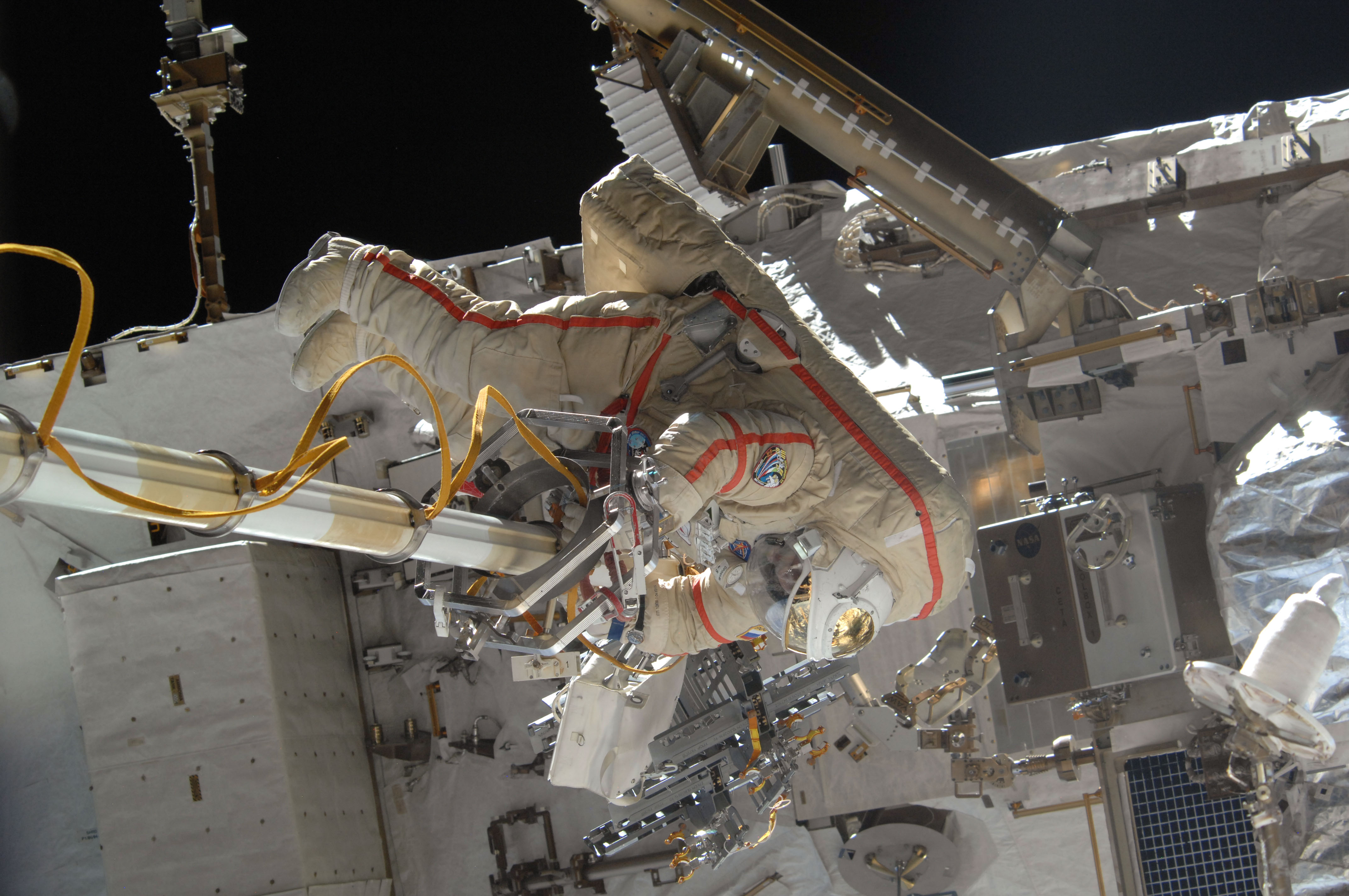
Fyodor Yurchikhin travaille à l'extérieur de l'ISS lors de sa septième sortie dans l'espace.

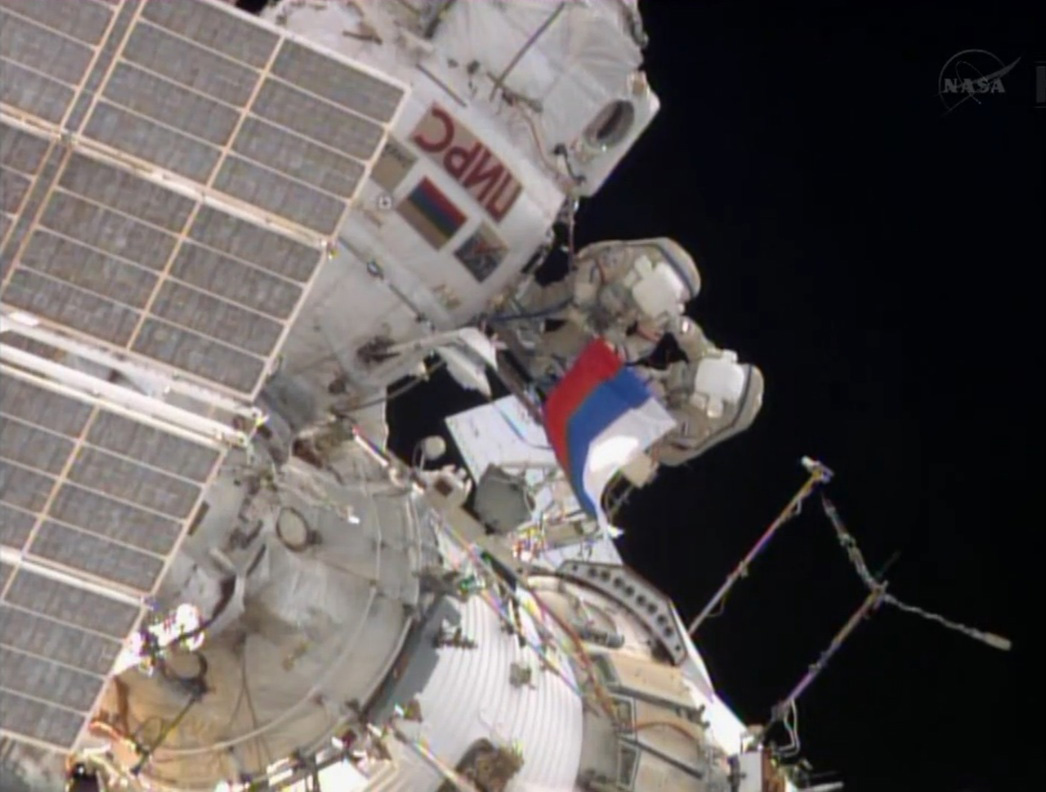
Fyodor Yurchikhin (à gauche) porte un drapeau russe à la fin de la sortie dans l'espace le 22 août 2013.

Le 6 juin 2007, Iourtchikhine a effectué sa deuxième sortie dans l'espace depuis le sas du compartiment d'amarrage Pirs. Iourtchikhine et Kotov ont installé une section de câble Ethernet sur le module Zarya, installé des panneaux SMDP (Service Module Debris Protection) supplémentaires sur Zvezda et déployé une expérience scientifique russe. Iourtchikhine et Kotov sont rentrés après cinq heures et 37 minutes.
Le 23 juillet 2007, Iourtchikhine a effectué à sa troisième sortie dans l'espace avec l'astronaute de la NASA Clayton Anderson. Il a émergé du sas américain Quest à 10h24 UTC, pour commencer officiellement la sortie dans l'espace. Au cours de la sortie dans l'espace, Iourtchikhine et Anderson ont retiré et largué le Early Ammonia Servicer (EAS), installé un support de caméra de télévision, reconfiguré une source d'alimentation pour une antenne et effectué plusieurs tâches en anticipation. La sortie dans l'espace a duré sept heures et 41 minutes.
Le 26 juillet 2010, Iourtchikhine et le cosmonaute russe Mikhaïl Korniyenko ont effectué une sortie dans l'espace à l'extérieur de la station spatiale. Le 23 juillet, les deux cosmonautes ont enfilé leurs nouvelles combinaisons spatiales Orlan MK et effectué une série d'activités dans l'espace. De l'intérieur du compartiment d'amarrage de Pirs ils ont vérifié les systèmes d'Orlan, ont pratiqué des mouvements de translation et ont examiné leur mobilité. Pendant la sortie dans l'espace (Russian EVA # 25), Iourtchikhine et Kornienko ont équipé le système de rendez-vous automatisé du module Rassvet (MRM1) Kours, installé des câbles et retiré et remplacé une caméra vidéo. La sortie dans l'espace a duré six heures et 42 minutes.
Le 15 novembre 2010, Iourtchikhine a participé à une sortie dans l'espace avec Oleg Skripochka.
À 3h25 UTC, ils sortent de l'ISS à partir du sas de Pirs pour conduire la 26e  EVA russe du programme ISS. La sortie dans l'espace a duré six heures et 27 minutes. Les deux cosmonautes ont retiré les expériences scientifiques Kontour et Expose-R. L'expérience Kontour a étudié la capacité de contrôle d'objets à distance pour des bras robotisés et l'expérience Expose-R est une expérience de l'Agence spatiale européenne conçue pour exposer les matériaux organiques à l'environnement extrême de l'espace. Pendant la sortie dans l'espace, Iourtchikhine et Skripochka ont également installé un poste de travail polyvalent portable sur le module de service Zvezda et installé des extensions de mains courantes entre le module Poisk et les modules Zvezda et Zarya. Ils ont réalisé une expérience appelée Test, qui vise à vérifier l'existence de micro-organismes ou de contamination sous isolant sur le segment russe de l'ISS. Iourtchikhine et Skripochka ont retiré une caméra de télévision du module Rassvet, mais ils n'ont pas été en mesure de déplacer la caméra en raison d'une interférence.
Le 24 juin 2013, Iourtchikhine a effectué une sortie dans l'espace avec le cosmonaute Alexandre Missourkine. Les deux astronautes ont quitté le compartiment d'amarrage du Pirs de la Station spatiale avec pour but principal de préparer l'arrivée du nouveau module russe Nauka. Les combinaisons spatiales Orlan-MK de Iourtchikhine et Missourkine ont été équipées de caméras de casque de la NASA pour fournir une vue rapprochée de leur travail. Pendant la sortie dans l'espace, Iourtchikhine et Misurkin ont remplacé un panneau de contrôle de fluide sur le module Zarya. Ils ont également installé des pinces pour les futurs câbles d'alimentation pour préparer le désamarrage du sas Pirs pour accueillir Nauka. Les deux cosmonautes ont également récupéré deux expériences scientifiques et en ont installé une nouvelle. La sortie dans l'espace a duré six heures et 34 minutes.
Le 16 août 2013, Iourtchikhine a effectué sa septième sortie dans l'espace avec le cosmonaute Alexandre Missourkine. Ils ont déplacé une grue Strela de Poisk vers Zarya pour préparer l'arrivée de Nauka. En effet, Pirs doit être désorbité pour permettre d'accueillir Nauka. La sortie dans l'espace s'est terminée après sept heures et 29 minutes dans le vide. Les cosmonautes ont établi un nouveau record russe de sortie dans l'espace, battant l'ancien record de sept heures et 16 minutes établi sur Mir en juillet 1990. Cependant, le record détenu par Iourtchikhine et Misurkin a depuis été éclipsé par les cosmonautes Oleg Kotov et Sergueï Ryazansky en 2013 puis par Missourkine de nouveau et Chkaplerov en 2018.
Le 22 août 2013, Iourtchikhine a effectué sa huitième sortie dans l'espace, de nouveau avec Alexandre Missourkine. Iourtchikhine et Missourkine ont retiré un système de communication laser embarqué externe, installé sur le module Zvezda lors d'une sortie dans l'espace en août 2011. Ensuite, ils ont installé avec succès une plate-forme de caméra sur le côté tribord du module Zvezda. Les contrôleurs de la mission russe ont conseillé à Iourtchikhine et Missourkine d'écourter la sortie, en raison d'un problème de plaque de base mal alignée dans la plate-forme de la caméra. Cependant, en découvrant que le problème pourrait être résolu ils ont donné le feu vert pour l'installation. Missourkine et Iourtchikhine se sont également rendus sur divers sites du module Zvezda pour inspecter et resserrer les vis de six antennes utilisées pour fournir des données de navigation lors des rendez-vous et des opérations d'accostage. Iourtchikhine a également terminé l'installation de mains courantes utilisés pour aider les cosmonautes dans leurs mouvements entre les modules de la station spatiale. La sortie dans l'espace a duré cinq heures et 58 minutes.
Le 17 août 2017, Iourtchikhine a effectué sa neuvième sortie dans l'espace avec le cosmonaute Sergueï Ryazansky. Les cosmonautes ont testé une nouvelle version de la combinaison spatiale Orlan, Orlan MKS, déployant cinq nanosatellites et installant des expériences externes. La sortie a duré 7 heures et 34 minutes.
Iourtchikhine est actuellement quatrième sur la liste des records cumulatifs de l'espace, avec 59 heures, 28 minutes au cours de ses 9 sorties dans l'espace.

## Récompenses et titres
Iourtchikhine a reçu la médaille de héros de la fédération de Russie, la médaille de l'Ordre de l'Amitié (2003), l'Ordre du Phénix(Grèce), la Médaille de Vol spatial de la NASA (2003), les médailles de la fédération des Cosmonautes et le titre de cosmonaute de test de la fédération de Russie (2003).
Iourtchikhine était l'un des cinq cosmonautes sélectionnés pour hisser le drapeau russe à la cérémonie d'ouverture des Jeux olympiques d'hiver de Sotchi 2014.